# Ekebergsgöl
Ekebergsgöl är en sjö i Vetlanda kommun i Småland och ingår i Emåns huvudavrinningsområde. Sjön är 6,5 meter djup, har en yta på 0,034 kvadratkilometer och är belägen 156 meter över havet.